# 北倉強制収容所
座標: 北緯39度34分00秒 東経126度05分05秒 / 北緯39.566531度 東経126.084739度
北倉強制収容所（プクチャンきょうせいしゅうようじょ）は、朝鮮民主主義人民共和国（北朝鮮）の平安南道北倉郡に所在した管理所、つまり強制収容所である。偽装名は社会安全部2918軍部隊 で、正式名称は18号管理所である。大同江を挟んで対岸には价川市の14号管理所がある。
耀徳の15号管理所や、隣接する14号管理所など現存、あるいは比較的最近まで存在したことが確認されている他の管理所と異なり、秘密警察である国家保衛省ではなく一般警察である人民保安省が管轄する。1958年に現行の強制収容所システムに基づいて設置された最初の管理所である。2006年から2007年にかけて解体されたと言われる（後述）。

## 罪状
第18号管理所は、政治犯や経済犯ではなく、地主、資本家、朝鮮戦争時の韓国軍協力者など出身成分の悪い者とその家族を収容しており、2000年代には人身売買犯や、韓国と関係を有する人々が、小規模で入ってきたと報告されている。また、別の報告によれば、价川の14号管理所に政治犯として収容された者の家族が収容されているという。
金恵淑は13歳-41歳の28年間、祖父の韓国渡航が理由で第18号管理所に収容され、収容者が「犬よりもひどい扱い」を受け、強制労働を科され、看守たちに虐待されていたという。
金龍は14号管理所に収容されていたが、その後18号管理所に移送されたと証言し、申東赫は当初14号管理所に収容されており、そこから脱出したと証言していたが、後に18号管理所に移送されたと訂正した。

## 実態
収容者は「移住民」と呼ばれる。収監の対象から解除された者でも収容所内に生活している者がおり、「解除民」と呼ばれている。
小規模ではあるが革命化区域と、革命化の対象から解除された解除民の居住区域があると報告されている。一方、革命化区域と完全統制区域の区別がなく、移住民はすべて革命化の対象として扱われており、解除民も一部移住民と混在しているという報告もある。
革命化の対象から解除された解除民の収容所の出入りは自由であると規定されている（ただし収容所内の事情を外部で話すことは禁じられる）が、実際には多くの制限が課される。
2003年の報告では約5万人が収容されていたと報告されている。
他の管理所ほど過酷ではないにせよ、重労働などの虐待が行われ配給される食糧不足もあり、栄養失調、病気、労働事故により多くの収容者が死亡する。
何度かにわたって、大規模な解除措置と収容所の縮小が行われ、2006年に最後の地区が解除され、残る収容者の一部が价川の第14号管理所またはその近くに移送されたとみられる。

## 脚註